# مرغ لوهمن قهوه‌ای

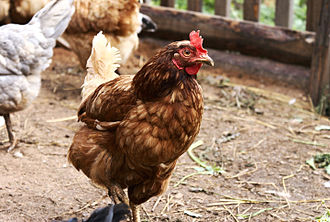

مرغ لوهمن قهوه ای (به انگلیسی: Lohmann Brown) از جمله نژاد های مرغ تخم گذار به حساب می آید. با توجه به نام این مرغ، رنگ تخم آن قهوه ای می‌باشد.
میزان تولید تخم مرغ توسط نژاد لوهمن حدود ۳۰۰ عدد بصورت سالیانه است.

## شکل ظاهری
در بیشتر موارد رنگ بدن مرغ لوهمن قهوه ای همانطور که از نام آن مشخص است، قهوه ای و کاراملی بوده و در نوک پر های آن و نیز در ناحیه دور گردن رنگ سفید دیده می شود.